# C̃
C̃ (minuskule c̃) je speciální znak latinky, který se nazývá C s vlnovkou (tildou). Tento znak se používá pouze v jazyce yanesha, který patří do aravacké jazykové rodiny a používá se v Peru.

## Unicode
V Unicode mají písmena C̃ a c̃ tyto kódy:
- C̃ <U+0043, U+0303>

- c̃  <U+0063, U+0303>